# Гришинский (платформа)
Гри́шинский — остановочный пункт Юго-Восточной железной дороги на
линии Тамбов — Ртищево (линия не электрифицирована). Расположен в 0,5 км от села Аннино Тамалинского района Пензенской области. Через остановочный пункт осуществляются пригородние пассажирские перевозки на Тамбов, Кирсанов, Тамалу, Ртищево.

## Деятельность
Грузовые и пассажирские операции не производятся.

## История
Открыт в 1932 году. Располагается на территории Мало-Сергеевского сельского совета Тамалинского района Пензенской области. На 1 января 1996 года — без жителей. Как населённый пункт исключён из учётных данных административно — территориального устройства Пензенской области.

## Демография
Изменение численности населения за период с 1939 по 1996 год: